# Claassenia caudata
Claassenia caudata är en bäcksländeart som först beskrevs av František Klapálek 1916.  Claassenia caudata ingår i släktet Claassenia och familjen jättebäcksländor. Inga underarter finns listade i Catalogue of Life.